# 福镇街道
福镇街道，是中华人民共和国吉林省辽源市龙山区下辖的一个乡镇级行政单位。

## 行政区划
福镇街道下辖以下地区：
福奥社区、福安社区和福旺社区。